# Blood and Chocolate (film)
Blood and Chocolate è un film del 2007 diretto da Katja von Garnier, prodotto da Lakeshore Entertainment e distribuito da MGM. Il film è ispirato al romanzo Lady Moon di Annette Curtis Klause, adattato in una sceneggiatura da Ehren Kruger.

## Trama
Vivian è una licantropa diciannovenne nata a Bucarest, in Romania, che da piccola si è trasferita in America con la famiglia. Quando Vivian aveva nove anni, i suoi genitori e i suoi fratelli sono stati uccisi da due cacciatori e per questo lei è tornata a Bucarest a vivere con la zia Astrid. La sua famiglia vuole che Vivian diventi la nuova compagna di Gabriel, il capo del branco che ogni sette anni, in conformità alle leggi, cambia moglie. Vivian si oppone a questo destino e s'innamora di un disegnatore americano di romanzi illustrati, Aiden, esperto di licantropi e lupi mannari. Gabriel, scoperta la relazione e intenzionato ad avere Vivian per sé, le scatena contro suo figlio Rafe.